# Tachydromia alteropcta
Tachydromia alteropcta är en tvåvingeart som först beskrevs av Becker 1889.  Tachydromia alteropcta ingår i släktet Tachydromia och familjen puckeldansflugor. Inga underarter finns listade i Catalogue of Life.